# Kustánszeg
Kustánszeg je vas na Madžarskem, ki upravno spada pod podregijo Zalaegerszegi Županije Zala.